# 뮤 (포켓몬)
《뮤》(일본어: ミュウ, 영어: Mew)는 닌텐도와 게임 프리크가 함께 만든 포켓몬스터 시리즈의 1세대 포켓몬 중 하나이다. 게임 프리크의 창립자이기도 한 타지리 사토시의 설계로 만들어진 포켓몬 시리즈는 비디오 게임, 애니메이션, 만화, 서적, 카드 등의 형태로 수십억 달러 규모의 시장을 형성하고 있다. 뮤는 포켓몬 비디오 게임, 만화 및 애니메이션 등에서 환상의 포켓몬으로 등장하고 있다.
뮤는 게임프리크 프로그래머인 모리모토 시게키의 작품 포켓몬스터 적녹에 비밀 캐릭터로 삽입되었었다. 뮤의 존재는 소문과 신화로 포장되어 포켓몬스터 적녹 시리즈의 성공에 기여하였으며, 포켓몬 배포 이벤트를 통해서만 가질 수 있게 되어 있다. 뮤는 포켓몬스터 시리즈 영화인 뮤츠의 역습과 뮤와 파동의 용사 루카리오에도 주인공으로 등장한다.

## 콘셉트와 창작
스기모리 켄의 주관 하에 개발된 포켓몬 시리즈의 다른 캐릭터들과는 달리, 뮤는 게임프리크의 프로그래머 모리모토 시게키에 의해 창조되었다. 모리모토는 일본 출시를 목전에 두고 개발자들 사이의 장난 캐릭터의 하나로 뮤를 프로그래밍하여 비밀스럽게 게임에 삽입되었다. 게임프리크의 개발자들만이 뮤의 존재를 알아내어 그것을 가질 수 있도록 하려는 생각이었다. 즉, 뮤는 포켓몬스터 적녹의 개발 최종 단계에 추가된 것이다. 그 시점에서 게임을 더 이상 변경하지 말라는 지시가 내려졌지만 디버깅을 끝내고도 캐릭터가 추가될 공간이 있었기에 추가가 가능했다. 그러나, 결국 개발자들의 의도와는 다르게 게임의 사소한 글리치로 인하여 일반 플레이어들이 뮤를 발견하게 된다.
1996년 봄, 게임프리크의 사장 타지리 사토시는 일본의 만화잡지인 코로코로 코믹을 통해 뮤 캐릭터를 공개하고, 증정품으로 카드 게임용 뮤 카드를 최초 배포하였는데, 모리모토 등 게임프리크 관계자들조차 놀랐다고 전해진다. 1996년 4월 15일, 성공적인 시연에 힘입어 게임 프리크는 151명의 승자에게 공개적으로 뮤를 배포하는 컨테스트의 개최를 발표했다. 타지리는, 뮤의 존재로 인해 게임 속의 '보이지 않는 캐릭터'라는 매력 요소가 생겼으며, 게임에 대한 흥미를 유지시키고 플레이어 사이에서 회자되는 소문과 신화를 만들어 내면서, 결과적으로 포켓몬스터 적녹의 매출 상승을 가져왔다고 평가했다.

### 설계와 특징
뮤츠와 마찬가지로 뮤 또한 높은 종족값을 보유한 에스퍼 타입 포켓몬이다. 모리모토가 디자인한 뮤는, 끝 부분이 넓어지는 길고 가느다란 꼬리와 큰 눈을 가진 은은한 분홍색 고양이형 포켓몬이며, 게임에서는 푸른색 뮤가 등장한 적도 있다. 피부는 현미경으로나 보일만큼 짧고 부드러운 털로 덮여 있다. 뮤의 DNA는 현존하는 모든 포켓몬 종의 유전자 조합으로 구성되어 있으며, 수줍음이 많은 성격으로 인간의 눈에 잘 띄지 않는다. 전국도감에는 150번의 뮤츠와 152번의 치코리타와 더불어, 뮤는 1세대 포켓몬 중 가장 뒷 번호인 151번으로 등재되어 있다. 1세대 게임들과 그 리메이크 판에서는 홍련섬의 포켓몬 맨션에서 저널 엔트리를 볼 수 있는데, 남미의 구야나 정글의 깊숙한 곳에서 뮤가 처음 발견된 것은 7월 5일, 이름을 지은 것은 7월 10일, 뮤츠가 탄생한 날은 2월 6일로 기록되어 있다. '뮤'라는 이름은 고양이의 울음소리인 의성어 'Meow'에서 따온 것이다.
비디오 게임에서의 뮤는 어떤 기술이라도 가르치면 배울 수 있게 되어 있다. 메타몽과 루브도를 제외하면, 뮤는 '변신' 기술을 이용하여 다른 포켓몬으로 변할 수 있는 유일한 포켓몬이다. 애니메이션에서는 공중날기, 순간이동, 변신, 투명 포켓몬 되기, 사이코 에너지를 가진 거대 분홍거품 생성,마비 등의 능력을 가지고 있다. 특히 이 버블은 뮤 자신이 그 안에 들어가 보호 받고 충격을 흡수하는 용도로 이용하기도 하지만, 단순히 그 위에 올라가 통통 튀며 놀기도 한다.

## 등장

### 비디오 게임
마이 포켓몬 랜치가 출시되기 전까지 뮤는 닌텐도의 프로모션 이벤트를 통해서만 받을 수 있었다. 다른 입수 방법은 치트를 통하거나 글리치를 활용하는 것이었다.
뮤는 코로코로 코믹스 1996년 4월호를 통해 최초로 공식 공개되고 플레이어들에게 배포 되었다. 이 잡지는 '전설의 포켓몬 오퍼' 이벤트를 통해 당첨자 중 20명에게 뮤를 제공했다. 당첨자가 게임칩을 닌텐도로 보내 뮤를 입력받는 방식이었다. 포켓몬스터 적녹이 출시된 직후 실시한 닌텐도의 프로모션 이벤트에서는, 플레이어들이 직접 뮤를 다운로드 받을 수 있었다.
포켓몬스터 적녹에는 프로그램된 이벤트들을 이용하는 글리치가 있다. 트레이너의 시선 속으로 걸어들어가, 포켓몬의 기술인 공중날기나 순간이동 (동굴에서는 구멍파기 기술 또는 동굴탈출로프 아이템)을 이용하여 트레이너가 플레이어를 알아채기 직전에 그 지역을 벗어난 다음, 그 곳에서 특별 능력치를 이용해 포켓몬과 대전하고 곧바로 원래의 장소로 돌아와 야생 뮤와 대전을 시작하는 것이다.
뮤는 또한, 슈퍼 스매쉬 브라더스 시리즈(대난투 스매시브라더스 DX, 대난투 스매시브라더스 X) '의 포켓볼 아이템을 통해 등장되는 포켓몬 중 하나이기도 하다. 포켓볼에서 나오면, 무대 밖으로 날아 사라진다.
뮤는 포켓몬스터 에메랄드에서도 포획이 가능한데, 이벤트 아이템 '바다의 지도'가 필요하다.
포켓몬 GO에서도 등장한다. '환상의 포켓몬을 쫓아라'라는 스페셜 리서치에서 포획이 가능하다. 2020년에는 색이 다른 모습도 풀렸고, 배울 수 있는 기술로는 노말 기술 14개, 스페셜 기술 25개라는 점에서 게릴라전에서 좋은 성적, 1인분은 기본적으로 한다.
레츠고! 피카츄, 이브이에서는 6만윈짜리인 몬스터볼PLUS를 사고 이상한 소포에서 '몬스터볼 PLUS'로 받는다를 누르고 연동하면 얻을 수 있다.

### 극장판
뮤가 최초로 주요 캐릭터 중 하나로 등장한 극장판은 《극장판 포켓몬스터: 뮤츠의 역습》이었으며, 오래전에 멸종되었다고 알려진 역대 가장 강력한 힘을 가진 전설의 희귀 포켓몬으로 등장한다. 탐사대는 구야나 정글에서 뮤의 화석을 발견하고, 수 년 간의 연구를 통해 과학자들은 뮤의 화석의 속눈썹으로 개량하여 만든 복제 생명체인 뮤츠가 이 극장판에서 뮤의 메인 적수로 나온다. 극장판 포켓몬스터 AG: 뮤와 파동의 용사 루카리오의 백스토리에는 뮤의 미스테리한 과거와 함께, 뮤가 어떻게 그렇게 강력해질 수 있었는지에 대한 이야기가 나온다. 이 영화에서는 포켓몬 가계도가 소개되는데, 뮤가 최초의 포켓몬, 칠색조가 마지막 포켓몬이었다. 또, 만화 전율의 미라쥬 포켓몬에서는 미라쥬 뮤가 등장하여 지우와 친구들이 미라쥬 마스터를 물리치는 것을 도왔다.

### 만화
뮤는 포켓몬 만화 시리즈인 포켓몬스터 스페셜에서 '유령 포켓몬'으로 불린다. 만화의 첫 장에서는 로켓단이 뮤를 포획하려는 장면이 나온다. 포켓몬 트레이너 레드 또한 뮤를 잡으려고 하지만, 뮤가 쉽게 물리쳐 버린다. 다음 장에서는, 로켓단이 뮤의 DNA를 확보하여 뮤츠의 탄생을 마무리하려 하지만, 레드와 그린 트레이너가 힘을 합쳐 뮤가 잡히지 않도록 도와 준다. [21] [22]
뮤는 포켓몬스터 W에서 고우가 뮤 프로젝트에서 조사 및 발견, 배틀, 게다가 손에 잡기도 했지만 포획은 실패한다.

## 문화적 영향

### 홍보와 판매

닌텐도 콘테스트와 이벤트를 승리한 플레이어에게는 인증 넘버와 함께 이와 같은 증서를 받는다.

코로코로 코믹스 1996년 4월호의 '전설의 포켓몬 오퍼' 프로모션을 통해 20명의 당첨자들이 자신들의 게임칩을 닌텐도로 보내 뮤를 입력 받을 수 있는 기회를 가질 수 있었다. 1998년, ANA 보잉 747-400에는 포켓몬이 그려졌는데, 뮤도 그 중 하나였다. 2006년 8월에는 뮤와 파동의 용사 루카리오와 포켓몬 불가사의 던전 파랑 구조대·빨강 구조대의 출시를 기념하여, 포켓몬스터 루비, 사파이어, 에메랄드, 파이어레드, 리프그린을 보유한 플레이어들에게 토이져러스 매장에서 무료로 뮤를 다운받을 수 있게 했다. 극장판 포켓몬스터 AG: 뮤와 파동의 용사 루카리오의 DVD에는 뮤 트레이딩 카드가 들어가기도 했다.

### 평가
철저히 기획된 이벤트를 통한 뮤의 공개 및 배포는 포켓몬 시리즈의 일본 내 성공의 주 요인으로 평가되었다. 일본에서 진행된 '전설의 포켓몬 오퍼' 에서는 애초 예상했던 3,000명을 크게 넘어서는 78,000명 이상의 응모자가 나왔다. 닌텐도의 사장인 이와타 사토루도 이 게임 시리즈의 성공은 "전설의 포켓몬 오퍼" 덕분이었다고 밝혔다. 이벤트 이후, 포켓몬 적녹의 주간 판매량이 전월의 월간 판매량과 동등한 수준이 되었으며, 계속 늘어나 3~4배에 이르게 되었다. 그러나, 게임 관련 잡지 '컴퓨터와 비디오게임'에서는 닌텐도 이벤트를 통해서만 뮤를 획득할 수 있는 배타성을 포켓몬 시리즈 최악의 단점으로 꼽으며 비판하였다. 프로 액션 리플레이와 같은 치트 프로그램을 사용하면 이벤트와 무관하게 뮤를 얻을 수 있었기 때문이었다. 많은 포켓몬 매니아들이 단지 뮤를 손에 넣기 위해 치트 프로그램을 구매하였다. UGO.com은 '가장 멋진 숨겨진 캐릭터 25' 순위에서 뮤를 6위로 선정했다. 작가 트레이시 웨스트와 캐서린 놀 등은 뮤를 최고의 전설의 포켓몬이라 칭하였으며, 전 포켓몬 중에서도 5위로 꼽았다.
'피카츄의 세계 모험: 포켓몬의 흥망'에 등장하는 것과 같은 허구의 캐릭터가 아동에 미치는 영향에 대한 연구에 따르면, 귀여운 캐릭터를 선호하는 경향이 있는 저연령대의 여자 아동들에게 뮤의 인기가 높았다. 이에 비해, 뮤와 정반대의 성향으로 묘사되고 있는 뮤츠의 경우 거칠거나 무서운 캐릭터에 매력을 느끼는 경향이 강한 고연령대 남자들에게 인기가 있었다. Media and the Make-believe Worlds of Children 에서도 유사한 비교가 나온다. 이 책은 뮤를 어린아이 같고 다정하며, 힘과 귀여움이 공존하는 캐릭터로 묘사하고 있으며 뮤와 뮤츠를 비교하는 것이 캐릭터의 매력 포인트를 짚어내는 역할의 중요함을 강조한다.
게임 속에서 뮤는 안정된 능력치와 기술머신과 비전머신으로부터 어떤 기술이라도 습득할 수 있는 능력을 가지고 있기에, 포켓몬스터 적녹에서 최고의 포켓몬 중 하나로 인정받고 있다. 또한 IGN는 뮤를 뮤츠, 후딘, 아쿠스타와 함께 최고의 에스퍼 타입 포켓몬으로 꼽으며, 뮤츠와 호각이라고 평가했다.

## 괴담
메타몽이 뮤로 뮤츠를 만드려다 실패한 실패작이라는 유명한 괴담이 있다. 그 근거는 메타몽도 뮤처럼 다른 포켓몬으로 변신이 가능하기 때문이다.

## 같이 보기
- 미싱노
- 뮤츠